# أميثي
أميثي هي المقاطعة الثانية والسبعون 72 بولاية أتر براديش في شمال الهند تقع في قسم فايز آباد. تبلغ مساحتها 2329.11 كيلومتر مربع. مركزها هو جوريجنج للمنطقة.